# Hlînsk, Zdolbuniv
Hlînsk (în ucraineană Глинськ) este localitatea de reședință a comunei Hlînsk din raionul Zdolbuniv, regiunea Rivne, Ucraina.

## Demografie
Componența lingvistică a localității Hlînsk
     Ucraineană (98,78%)
     Alte limbi (1,22%)
Conform recensământului din 2001, majoritatea populației localității Hlînsk era vorbitoare de ucraineană (98,78%), existând în minoritate și vorbitori de alte limbi.